# Agata Barańska
Agata Barańska (* 23. Dezember 1993) ist eine ehemalige polnische Tennisspielerin.

## Tennis-Karriere
Barańska begann mit sechs Jahren mit dem Tennisspielen und bevorzugt Hartplätze. Sie spielte vor allem Turniere der ITF Juniors World Tennis Tour und 2009 bis 2015 der ITF Women’s World Tennis Tour, wo sie vier Titel im Doppel gewinnen konnte.
2010 erhielt sie im Mai eine Wildcard für die Qualifikation zum Hauptfeld im Dameneinzel der POLSAT Warsaw Open, ihrem ersten Turnier der WTA Tour, wo sie aber gegen Andreja Klepač mit 3:6 und 4:6 verlor. Im August verlor sie bei den Braunschweig Women’s Open im Einzel in der ersten Runde gegen Antonia Lottner mit 5:7, 6:2 und 3:6, im Doppel erreichte sie mit Isabella Schinikowa das Viertelfinale.
2011 konnte sie mit Nour Abbes ihren ersten Doppeltitel gewinnen. 2012 verlor sie bei den Braunschweig Women’s Open im Einzel in der ersten Runde gegen Bianca Koch mit 5:7 und 3:6, konnte aber im Doppel mit Lena Lutzeier das Viertelfinale erreichen. 2013 konnte im Juni ihren zweiten ITF-Doppeltitel gewinnen. 2014 gewann sie im Juni und Oktober zwei weitere ITF-Doppeltitel.
2015 erhielt sie zusammen mit ihrer Partnerin Victoria Muntean eine Wildcard für das Hauptfeld im Damendoppel bei den Internationaux de Strasbourg, was ihre erste Hauptfeldteilnahme bei einem Turnier der WTA-Tour bedeutete. Die beiden verloren aber bereits ihr Auftaktmatch gegen Alizé Cornet und Magda Linette mit 2:6 und 2:6.

## Turniersiege

### Doppel
| Nr. | Datum            | Turnier    | Kategorie   | Belag     | Partnerin             | Finalgegnerinnen                 | Ergebnis           |
| --- | ---------------- | ---------- | ----------- | --------- | --------------------- | -------------------------------- | ------------------ |
| 1.  | 23. Juli 2011    | Casablanca | ITF $10.000 | Sand      | Nour Abbes            | Ximena Hermoso Ivette Lopez      | 6:4, 6:2           |
| 2.  | 1. Juni 2013     | Cantanhede | ITF $10.000 | Teppich   | Zuzanna Maciejewska   | Aranza Salut Carolina Zeballos   | 6:74, 6:4, [12:10] |
| 3.  | 7. Juni 2014     | Sun City   | ITF $10.000 | Hartplatz | Stephanie Kent        | Ilze Hattingh Madrie Le Roux     | ohne Spiel         |
| 4.  | 18. Oktober 2014 | Antalya    | ITF $10.000 | Hartplatz | Clothilde de Bernardi | Katharina Hering Jainy Scheepens | 6:3, 6:3           |

## Karriere im Finanzwesen
Nach ihrer aktiven Zeit im professionellen Tennis wandte sich Barańska dem Finanzsektor zu. 2016 bis 2017 arbeitete sie bei Think Tank - Defense Department in Warschau. Danach war sie fünf Monate im Real Estate & Private Equity tätig bevor sie 2020 Undique Capital mitbegründete, eine Investment-Plattform für internationale Investoren für den polnischen Markt, wo sie bis Januar 2024 als Managing Director tätig war. Seit Februar 2024 arbeitet sie als Business Development und Sales Executive beim Hedgefonds Altana Wealth in London.